# Ausführliches Lexikon der griechischen und römischen Mythologie

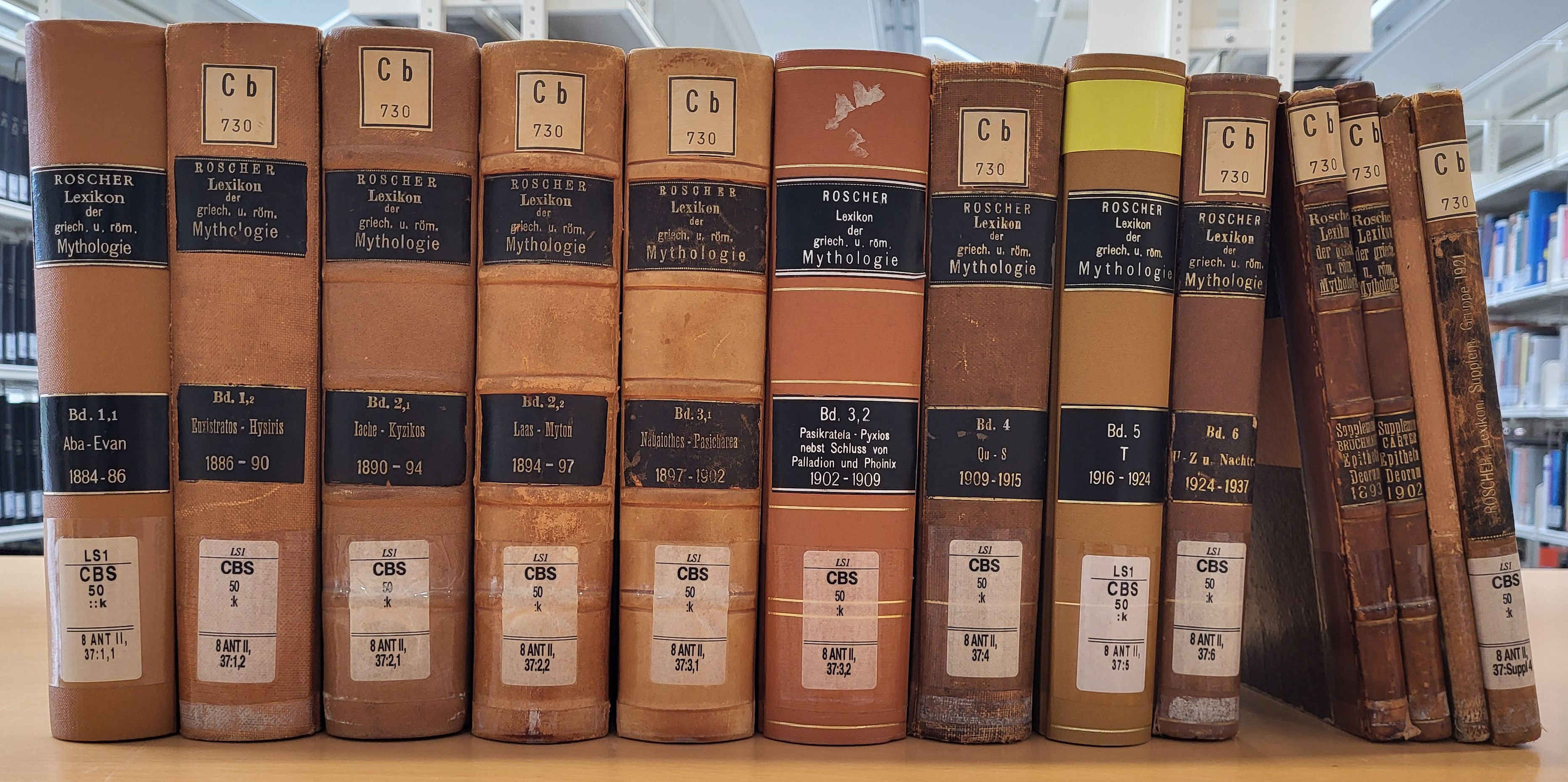
Première édition de l'.

L'Ausführliches Lexikon der griechischen und römischen Mythologie est une encyclopédie allemande consacrée à la mythologie grecque et romaine. Elle est publiée en six volumes et quatre suppléments entre 1884 et 1937 par le philologue Wilhelm Heinrich Roscher (jusqu'à sa mort en 1927), ce qui vaut à l'encyclopédie d'être surnommée le Roscher, puis par Konrat Ziegler (de),.